# جورج هریس، بارون اول هریس
جورج هریس، بارون اول هریس (انگلیسی: George Harris, 1st Baron Harris; ۱۸ مارس ۱۷۴۶ – ۱۹ مهٔ ۱۸۲۹) فرد نظامی اهل پادشاهی متحد بریتانیای کبیر و ایرلند بود. وی همچنین برندهٔ جوایزی همچون بارون و نشان حمام شده‌است.